# Janine Darcey
Janine Darcey (14 de enero de 1917 – 1 de octubre de 1993) fue una actriz teatral, cinematográfica y televisiva de nacionalidad francesa.

## Biografía
Su verdadero nombre era Janine Renée Casaubon, y nació en Asnières-sur-Seine, Francia, siendo sus padres Eugène Casaubon, un industrial, y Marie Bouchon.
Fue escolarizada en la región parisina, donde estaban instalados sus padres, completando sus estudios en Inglaterra. Tras su vuelta, siguió cursos teatrales obteniendo pequeños papeles como figurante en algunas producciones cinematográficas.
Marc Allégret la descubrió y le ofreció en 1938 un papel de joven estudiante, alumna de conservatorio y heroína en el célebre film Entrée des artistes, en el cual daba la réplica a Louis Jouvet, obteniendo por su actuación el Premio Suzanne-Bianchetti a la revelación más prometedora del año.
En 1937 Janine se casó con Pierre Torre, divorciándose la pareja en 1941. En 1943 rodó Le Carrefour des enfants perdus, de Léo Joannon, enamorándose del actor principal, Serge Reggiani, con el cual se casó en 1945. El matrimonio tuvo dos hijos:
- Stéphan Reggiani, nacido en 1945, que se lanzó a una carrera como cantante, autor y compositor, y que se suicidó en 1980.
- Carine Reggiani, nacida 1951, también cantante, que formó parte del grupo musical de Michel Fugain Big Bazar.

En 1945 André Zwobada le ofreció actuar en la película François Villon, acompañando a su marido, Serge Reggiani, pero, estando embarazada, hubo de ceder el papel a Micheline Francey.
Se divorció de Serge Reggiani en 1955, y el 6 de marzo de 1957 se casó con Michel Jacovleff, «escritor» pero, sobre todo, aventurero. 
En la década de 1970 se instaló en una pequeña población de montaña, en Gréolières (Alpes Marítimos). Inactiva tras el suicidio de su hijo Stéphan, volvió a hacer algunas actuacionesen los años ochenta, pero con la edad y el distanciamiento de los medios artísticos, sus papeles fueron siendo cada vez más escasos.
Janine Darcey falleció en 1993 en Fontenay-lès-Briis, Francia.

## Teatro
- 1944 : Le Dîner de famille, de Jean Bernard-Luc, escenografía de Jean Wall, Teatro de la Michodière
- 1954 : Treize à table, de Marc-Gilbert Sauvajon, escenografía del autor, Teatro des Célestins
- 1954 : Mon ami Guillaume, de Gabriel Arout y Jean Locher, escenografía de Pierre Dux, Teatro Michel
- 1960 : John Smith 1º, de Jaime Silas, escenografía de Michel de Ré, Teatro de l'Œuvre

## Filmografía
| - 1935 : La Tendre Ennemie, de Max Ophüls - 1935 : Sœurs d'armes, de Léon Poirier - 1936 : Le Mioche, de Léonide Moguy - 1936 : L'Assaut, de Pierre-Jean Ducis - 1936 : Voilà Paris, de Claude Bayser - 1937 : Franco de port, de Dimitri Kirsanoff - 1937 : Double crime sur la ligne Maginot, de Félix Gandera - 1937 : Trois artilleurs au pensionnat, de René Pujol - 1938 : Orage, de Marc Allégret - 1938 : Entrée des artistes, de Marc Allégret - 1938 : Le Petit Chose, de Maurice Cloche - 1938 : Le Drame de Shanghaï, de Georg Wilhelm Pabst - 1938 : Remontons les Champs-Élysées, de Sacha Guitry - 1938 : Je chante, de Christian Stengel - 1938 : La Plus Belle Fille du monde, de Dimitri Kirsanoff - 1939 : Cavalcade d'amour, de Raymond Bernard - 1939 : Sixième Étage, de Maurice Cloche - 1939 : Entente cordiale, de Marcel L'Herbier - 1939 : French Without Tears, de Anthony Asquith - 1940 : Old Bill and Son, de Ian Dalrymphe - 1940 : La Nuit merveilleuse, de Jean-Paul Paulin - 1940 : Tobi est un ange, de Yves Allégret - 1941 : Parade en sept nuits, de Marc Allégret - 1941 : Les Hommes sans peur, de Yvan Noé - 1941 : Six petites filles en blanc, de Yvan Noé - 1941 : Les Petits Riens, de Raymond Leboursier - 1941 : La Belle Vie, de Robert Bibal - 1942 : La Bonne Étoile, de Jean Boyer | - 1942 : L'Auberge de l'abîme, de Willy Rozier - 1942 : Cap au large, de Jean-Paul Paulin - 1943 : Le Carrefour des enfants perdus, de Léo Joannon - 1943 : Un drame au cirque, de Marc Allégret - 1947 : Le Dessous des cartes, de André Cayatte - 1949 : Le Mystère de la chambre jaune, de Henri Aisner - 1949 : Retour à la vie, de Georges Lampin - 1951 : Vedettes sans maquillage, de Jacques Guillon - 1953 : Les Enfants de l'amour, de Léonide Moguy - 1953 : Les Compagnes de la nuit, de Ralph Habib - 1954 : Rififi, de Jules Dassin - 1959 : Un témoin dans la ville, de Édouard Molinaro - 1961 : La Ligne droite, de Jacques Gaillard - 1963 : Le Glaive et la Balance, de André Cayatte - 1967 : Les Risques du métier, de André Cayatte - 1974 : El fantasma de la libertad, de Luis Buñuel - 1978 : La Carapate, de Gérard Oury - 1978 : L'Adolescente, de Jeanne Moreau - 1979 : Coup de tête, de Jean-Jacques Annaud - 1984 : Le Bon Plaisir, de Francis Girod - 1983 : American Dreamer, de Rick Rosenthal - 1988 : Conspiración para matar a un cura, de Agnieszka Holland - 1988 : Moitié-moitié, de Paul Boujenah - 1991 : Un homme et deux femmes, de Valérie Stroh - 1991 : Une époque formidable, de Gérard Jugnot - 1991 : La Montre, la Croix et la Manière, de Ben Lewin - 1993 : Priez pour nous, de Jean-Pierre Vergne - 1993 : Délit mineur, de Francis Girod |

## Televisión
- 1964 - Méliès, magicien de Montreuil-sous-Bois, de Jean-Christophe Averty
- 1968 - Six chevaux bleus, de Philippe Joulia
- 1971 - Les Enquêtes du commissaire Maigret : Maigret à l'école, de Claude Barma
- 1971 - Madame êtes-vous libre ?, de Claude Heymann
- 1972 - François Gaillard : Cécile et Nicolas, de Jacques Ertaud
- 1972 - Le Rendez-vous des Landes, de Pierre Gautherin
- 1976 - Comme du bon pain, de Philippe Joulia
- 1981 - Les Gaietés de la correctionnelle : La Part du feu, de Joannick Desclers
- 1981 - La Poube, de Gérard Gozlan
- 1981 - Les Amours des années folles : La Messagère, de François Gir
- 1981 - Les Amours des années folles : Féerie bourgeoise, de Agnès Delarive
- 1981 - Le voyage du Hollandais, de Charles Brabant
- 1981 - Les Amours des années grises : La Colombe du Luxembourg, de Dominique Giuliani
- 1982 - Cinéma, cinémas : Où sont-elles donc?, de Guy Gilles
- 1982 - L'Apprentissage de la ville, de Caroline Huppert
- 1982 - Messieurs les jurés : L'Affaire Cleurie, de Pierre Nivollet
- 1982 - Messieurs les jurés : L'Affaire Mérard, de André Michel
- 1984 : Mistral's Daughter, de Douglas Hickox / Kevin Connor
- 1986 - Demain l'amour, de Emmanuel Fonlladosa
- 1988 - Julien Fontanes, magistrat : La Bête noire, de Michel Berny
- 1988 - Palace, de Jean-Michel Ribes
- 1989 - Un comte des deux villes, de Philippe Monnier